# Journal of Power Sources
Journal of Power Sources este un periodic de electrochimie dedicat articolelor originale despre conversia electrochimică a energiei.